# Mankanja
Die westatlantische Sprache Mankanja (portugiesisch Mancanha, französisch Mancagne) wird von ungefähr 70.000 Einwohnern Guinea-Bissaus, des Senegal und Gambias vom gleichnamigen Volk der Mankanja gesprochen.
Sie zählt zur Sprachfamilie der Niger-Kongo-Sprachen.
Die Sprache hat allerdings nur im Senegal einen offiziellen Status, und eine Rechtschreibung wurde bereits im Zuge dessen Verschriftlichung entwickelt. Mankanja ist von der Volksgruppe selbst (die Mankanja oder "Bahula") als "Uhula"  bekannt. Die Begriff 'Mankanja' ist fälschlicherweise von Kolonialisten auf das Volk bezogen, die den Namen ihres Häuptlings zum Zeitpunkt der Kolonisierung auf die Menschengruppe dieser Sprache selbst übertrugen.
Die Sprache enthält inzwischen viele Lehnwörter aus dem Guineabissauischen Kreol, aus dem Portugiesischen und aus dem Französischen. Diese Sprachen werden von den Mankanja auch als zweite Muttersprache oder Fremdsprache gesprochen. Es gibt zudem auch eine ausgedehnte Zweisprachigkeit mit dem Mandjak, einer nah verwandten Sprache, die mutual verständlich ist, sowie weiteren Minderheitensprachen die in der Region gesprochen werden – wie Mandinka und Dioula.